# Taxeotis eutyctodes
Taxeotis eutyctodes är en fjärilsart som beskrevs av Turner 1939. Taxeotis eutyctodes ingår i släktet Taxeotis och familjen mätare. Inga underarter finns listade i Catalogue of Life.